# Antonina Błudowa

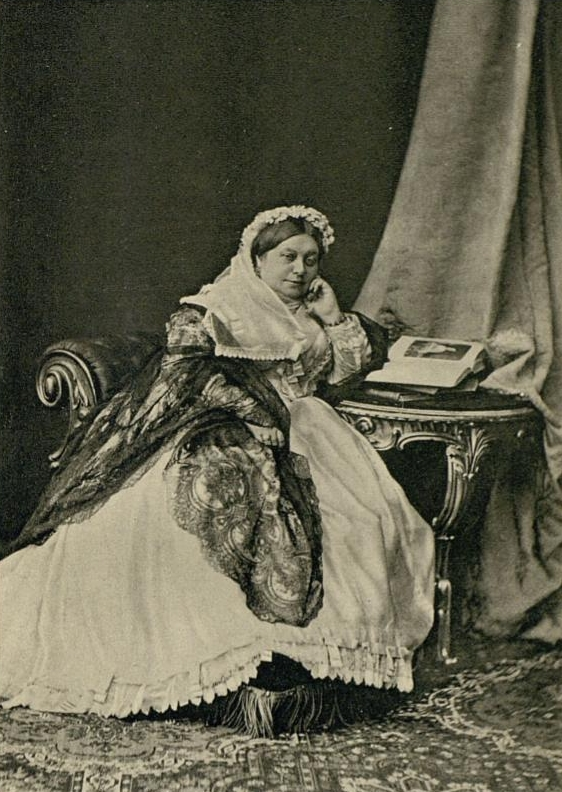
Antonina Błudowa

Antonina Błudowa (ur. 1812, zm. 7 kwietnia 1891) – rosyjska działaczka filantropijna i oświatowa na Wołyniu. Córka Dymitra Błudowa, przewodniczącego Rady Państwa Cesarstwa Rosyjskiego. Frejlina cesarzowej. Prowadziła w Petersburgu salon literacki. Wyprosiła u cara kilka skonfiskowanych majątków polskich w okolicy Ostroga na Wołyniu (m.in. majątek Bryków w powiecie ostrogskim po Danielu Mężyńskim). Założyła prawosławne Bractwo Świętych Cyryla i Metodego w Ostrogu (2 marca 1865), wybitnie rusyfikacyjną placówkę religijno-oświatową na Wołyniu. Była jedną z inicjatorek przebudowy dawnego (skasowanego w 1832) kościoła oo. kapucynów w Ostrogu na cerkiew bracką pw. Świętych Cyryla i Metodego (1867). 